# Landskron (gmina)
Gmina Landskron (niem. Landgemeinde Landskron) – dawna gmina wiejska funkcjonująca w latach 1940–1944 (de facto do 1945) pod okupacją niemiecką w Polsce. Siedzibą gminy był Landskron.
Gmina Landskron funkcjonowała przejściowo podczas II wojny światowej w powiecie Krakau (krakowskim) w Generalnym Gubernatorstwie. Utworzona została ze skasowanej i podzielonej na dwie części gminy Kalwaria (z drugiej części utworzono gminę Przytkowice, jedną gromadę  – Barwałd Górny – włączono do nowej gminy Klecza, a trzy – Brody, Bugaj i Zebrzydowice – włączono do miasta Kalwaria) oraz z fragmentów zniesionych gmin Stryszów i Sułkowice. Gmina od północy graniczyła z nowo utworzoną gminą Skawina, od wschodu z nową gminą Mogilany i gminą Myślenice, od południa z gminą Zembrzyce, a od zachodu z gminą Stryszów, miastem Kalwarią i nową gminą Przytkowice.
W skład gminy Landskron weszło sześć gromad z dotychczasowej gminy Kalwaria – Izdebnik (2030 mieszkańców), Jastrzębia (469), Landskron (1750), Podchybie (155), Zarzyce Małe (135) i  Zarzyce Wielkie (309), dwie gromady z dotychczasowej gminy Stryszów – Leśnica (295) i Skawinki (1000), oraz dwie gromady z dotychczasowej gminy Sułkowice – Biertowice (669) i Sułkowice (3401). Obszary te należały przed wojną do powiatu wadowickiego w woj. krakowskim, oprócz Biertowic i Sułkowic, które należały do powiatu myślenickiego w tymże województwie. W 1943 gmina Landskron liczyła 10 213 mieszkańców.
Gminę zniesiono po wojnie, powracając do stanu administracyjnego z czasów II Rzeczypospolitej.
Współczesna gmina Lanckorona powstała dopiero w 1973 roku.